# Merlin (Merlin)
Merlin è il terzo album in studio del gruppo musicale Merlin, pubblicato nel 1987.

## Tracce
Testi e musiche di Dino Merlin.

1. Sretna nova
2. Tebi je lako
3. Na te mislim dušo
4. Niko kao ja (tvoj veseli Bosanac)
5. Kad ti dođem, nesrećo
6. Samo sam ti ja isti ost'o
7. Božić je
8. Bez obzira na sve
9. Lelo
10. Dobro veče, tugo